# Lupinus tominensis
Lupinus tominensis là một loài thực vật có hoa trong họ Đậu. Loài này được Wedd. miêu tả khoa học đầu tiên.